# Saison 2020 de l'équipe cycliste Canyon-SRAM Racing
La Saison 2020 de l'équipe Canyon-SRAM Racing est la dix-neuvième de la formation si on considère que la structure remonte à la T-Mobile de 2002. Elle accède au statut de WorldTeam, la première division du cyclisme féminin. L'effectif est stable avec le recrutement de la néo-professionnelle Jessica Pratt.
La leader de l'équipe Katarzyna Niewiadoma est quelque peu en retrait par rapport aux années précédentes. Elle se classe deuxième du Tour d'Italie sans toutefois avoir pesé sur la course. Elle est troisième des championnats d'Europe sur route et est quatrième de La course by Le Tour de France. Elle est enfin septième des championnats du monde.  Elena Cecchini est cinquième du Grand Prix de Plouay. Hannah Barnes prend la bonne échappée de Liège-Bastogne-Liège et finit sixième. Sa sœur Alice réalise la même performance aux Trois Jours de La Panne, tout comme Alena Amialiusik au Tour des Flandres. Katarzyna Niewiadoma est onzième du classement UCI et treizième du World Tour. Canyon-SRAM est neuvième du premier classement et sixième du second.

## Préparation de la saison

### Partenaires et matériel de l'équipe

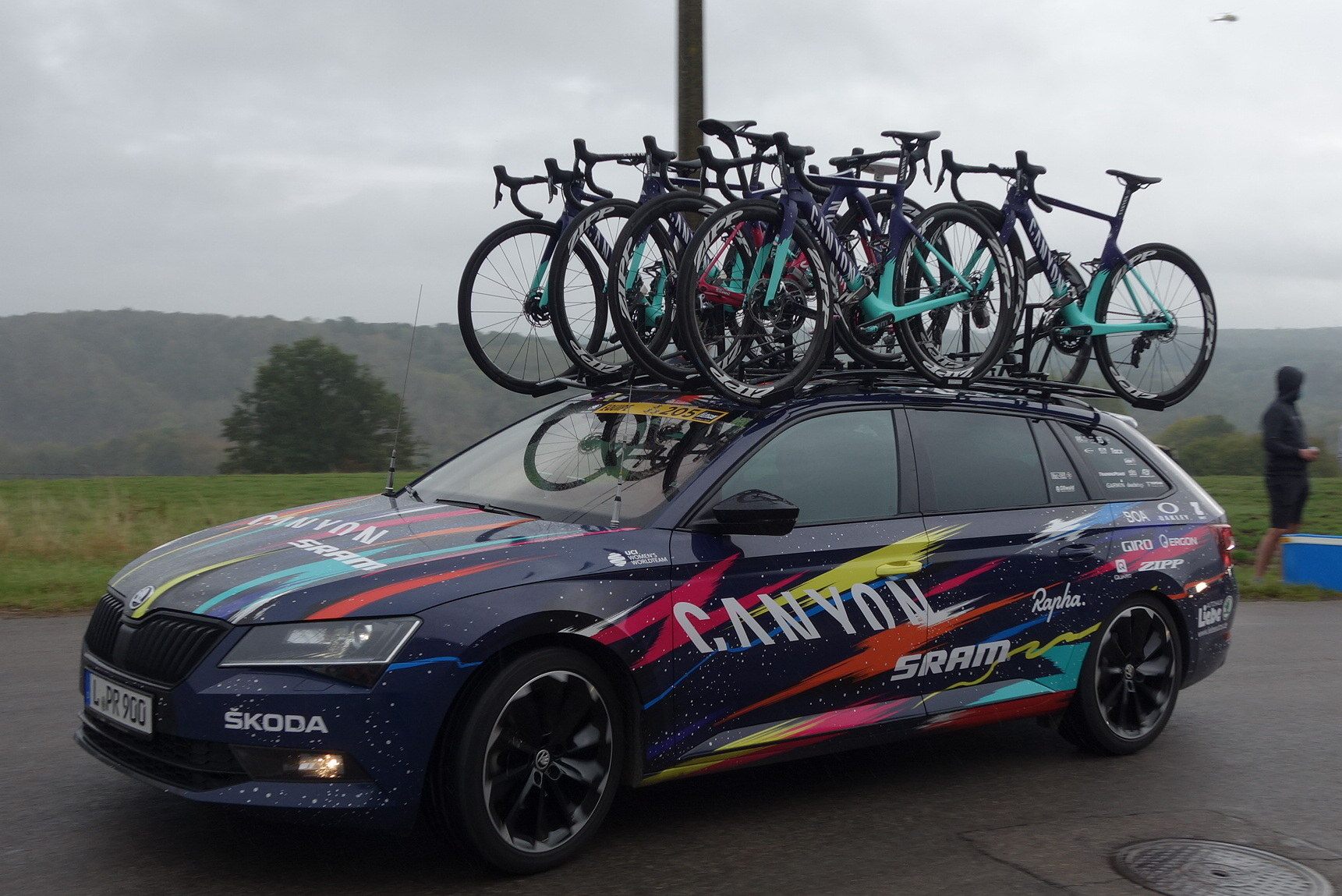
Voiture de l'équipe

Le partenaire principal de l'équipe est la marque de cycles Canyon. Le groupe équipant les vélos est fourni par SRAM. La marque Rapha fournit l'habillement. L'effectif est stable.

### Arrivées et départs
| Arrivées      | Équipe 2019         |
| ------------- | ------------------- |
| Jessica Pratt | Néo-professionnelle |

| Départs | Équipe 2020 |
| ------- | ----------- |

### Effectifs
| Effectif 2020          | Effectif 2020     | Effectif 2020    | Effectif 2020                               |
| Cycliste               | Date de naissance | Pays             | Équipe précédente                           |
| ---------------------- | ----------------- | ---------------- | ------------------------------------------- |
| Alena Amialiusik       | 6 février 1989    | Biélorussie      | Astana BePink Womens (2014)                 |
| Alice Barnes           | 17 juillet 1995   | Royaume-Uni      | Drops (2017)                                |
| Hannah Barnes          | 4 mai 1993        | Royaume-Uni      | UnitedHealthcare (2015)                     |
| Elena Cecchini         | 25 mai 1992       | Italie           | Lotto Soudal Ladies (2015)                  |
| Tiffany Cromwell       | 6 juillet 1988    | Australie        | Orica-AIS (2013)                            |
| Tanja Erath            | 7 octobre 1989    | Allemagne        |                                             |
| Pauline Ferrand-Prévot | 10 février 1992   | France           | Rabo Liv Women (2016)                       |
| Rotem Gafinovitz       | 9 juin 1992       | Israël           | WaowDeals (2018)                            |
| Ella Harris            | 18 juillet 1998   | Nouvelle-Zélande | Mike Greer Homes Womens Cycling Team (2018) |
| Lisa Klein             | 15 juillet 1996   | Allemagne        | Cervélo Bigla (2017)                        |
| Hannah Ludwig          | 15 février 2000   | Allemagne        |                                             |
| Katarzyna Niewiadoma   | 29 septembre 1994 | Pologne          | WM3 (2017)                                  |
| Jess Pratt             | 9 octobre 1997    | Australie        | Sydney University (2019)                    |
| Christa Riffel         | 30 juillet 1998   | Allemagne        |                                             |
| Alexis Magner          | 18 septembre 1994 | États-Unis       | UnitedHealthcare (2015)                     |
| Omer Shapira           | 9 septembre 1994  | Israël           | Cylance (2018)                              |
|                        |                   |                  |                                             |
| Source : UCI           |                   |                  |                                             |

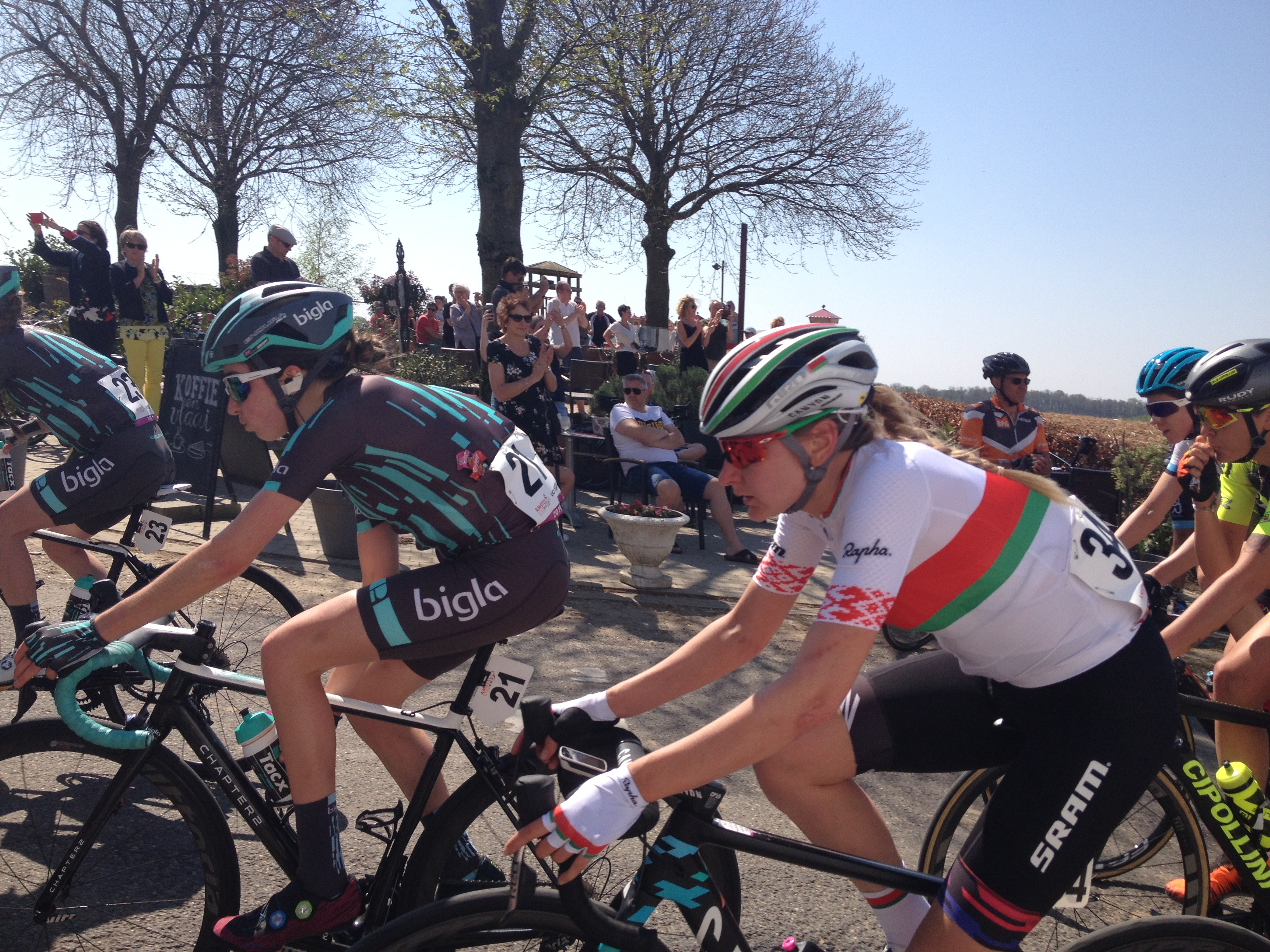
Alena Amialiusik en 2019
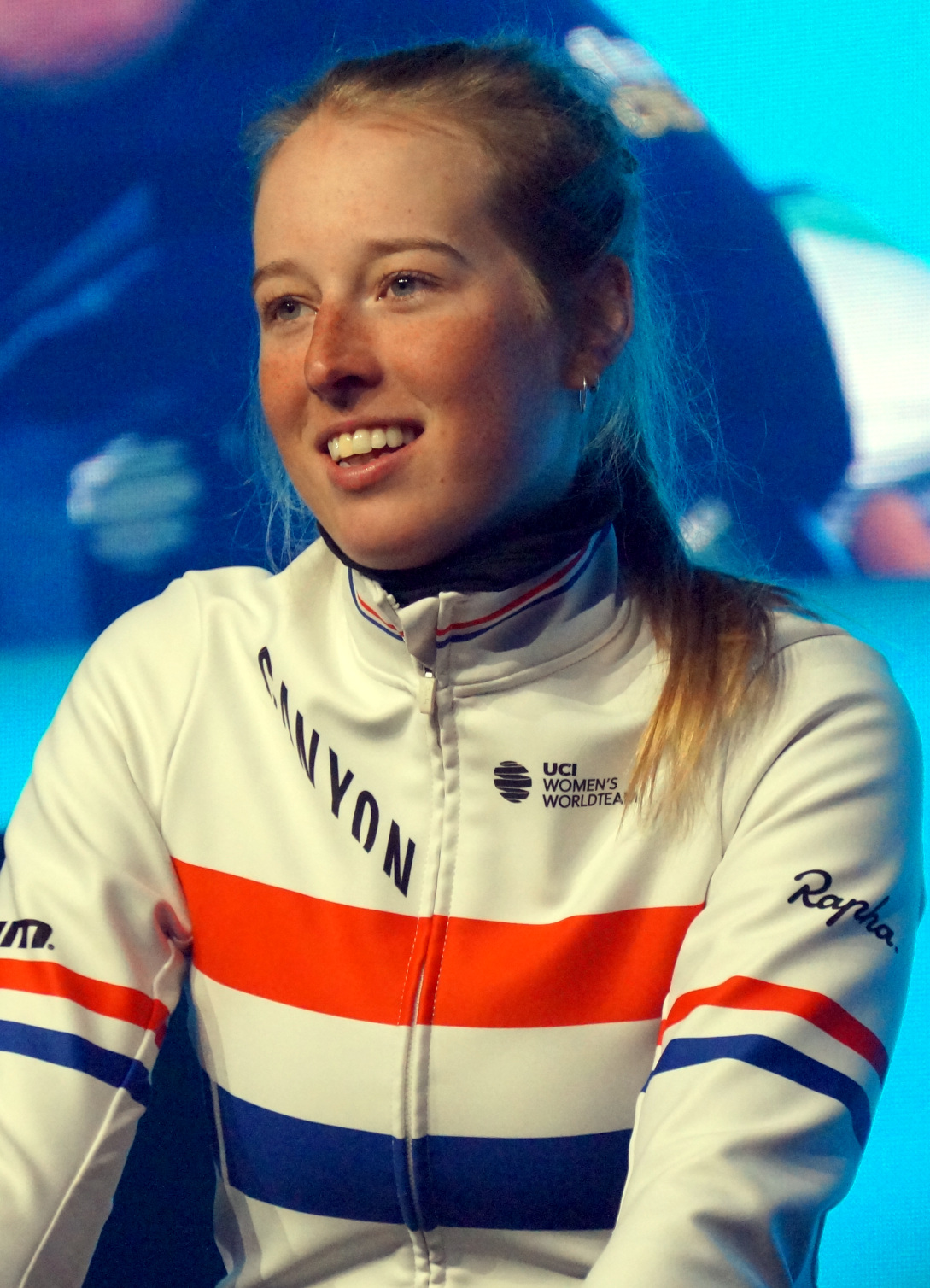
Alice Barnes
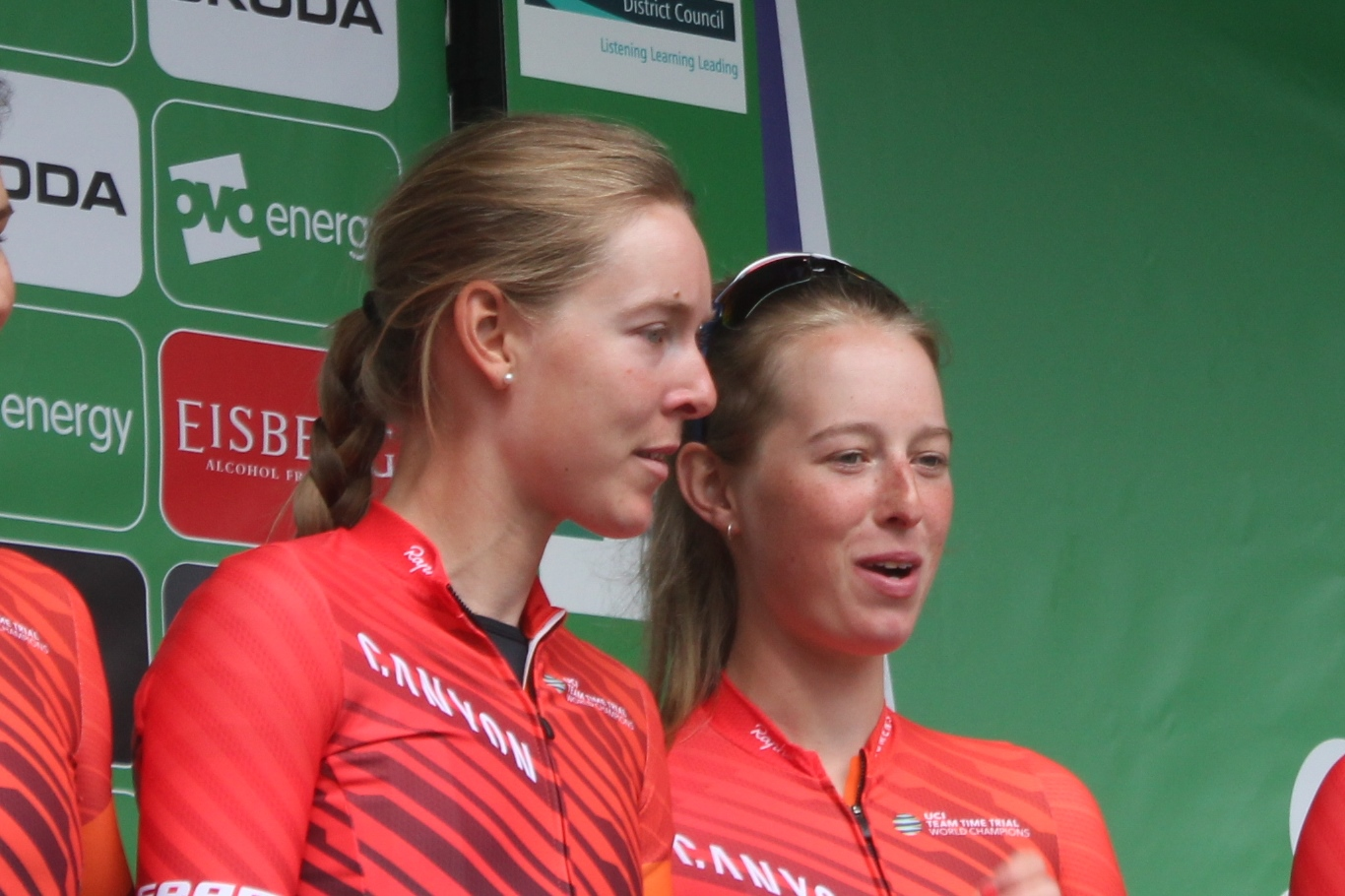
Hannah et Alice Barnes en 2019
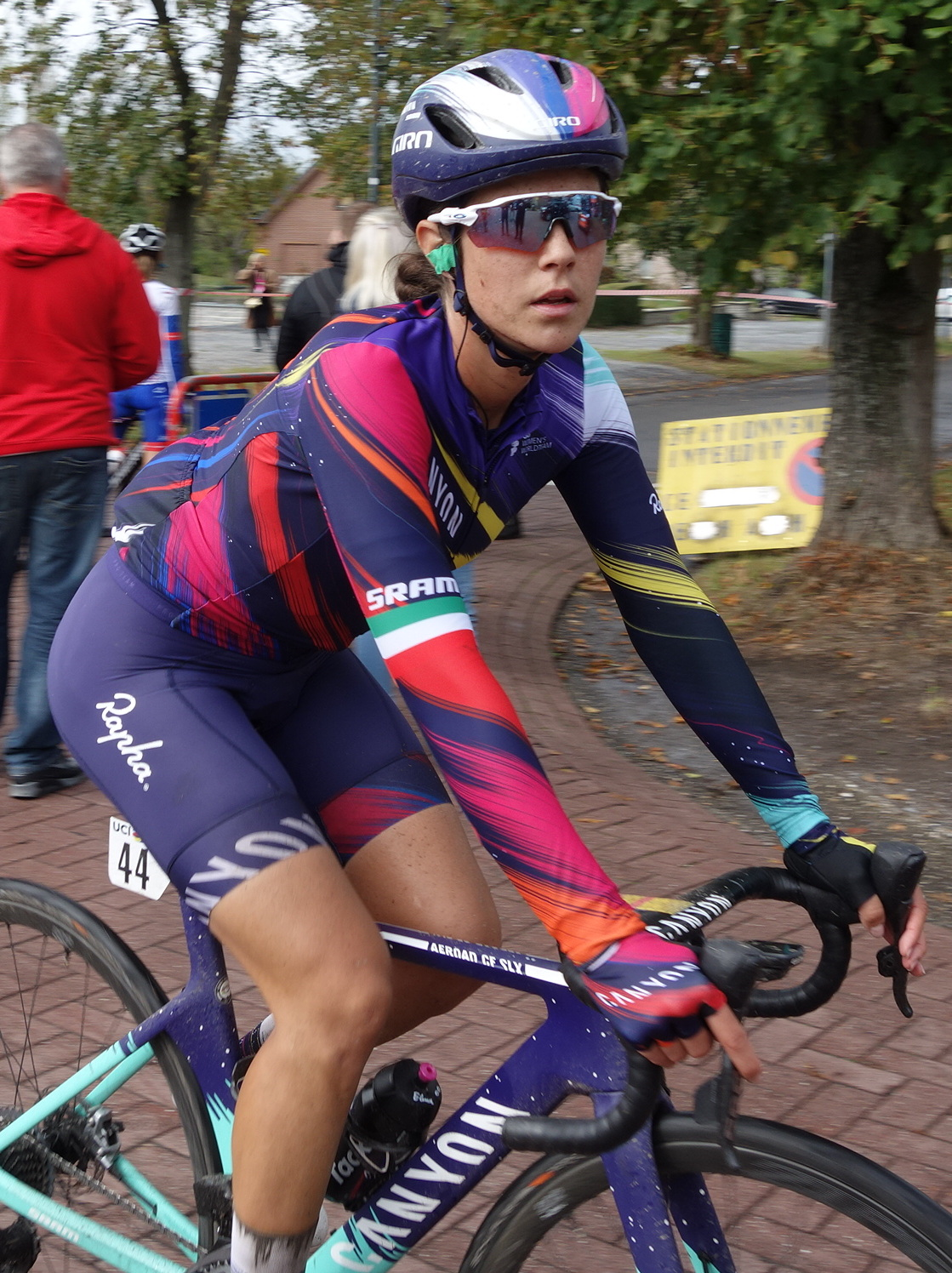
Elena Cecchini
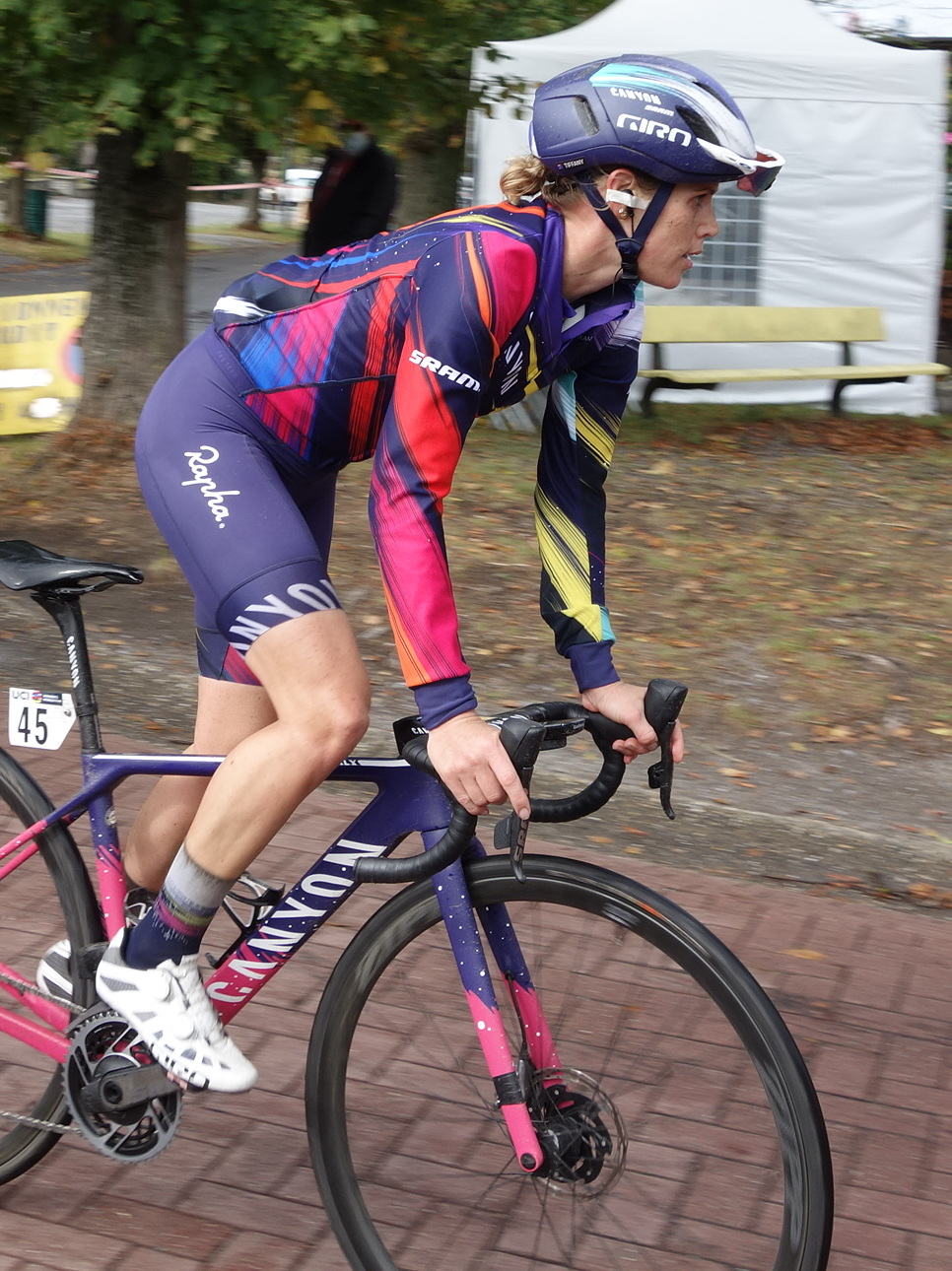
Tiffany Cromwell
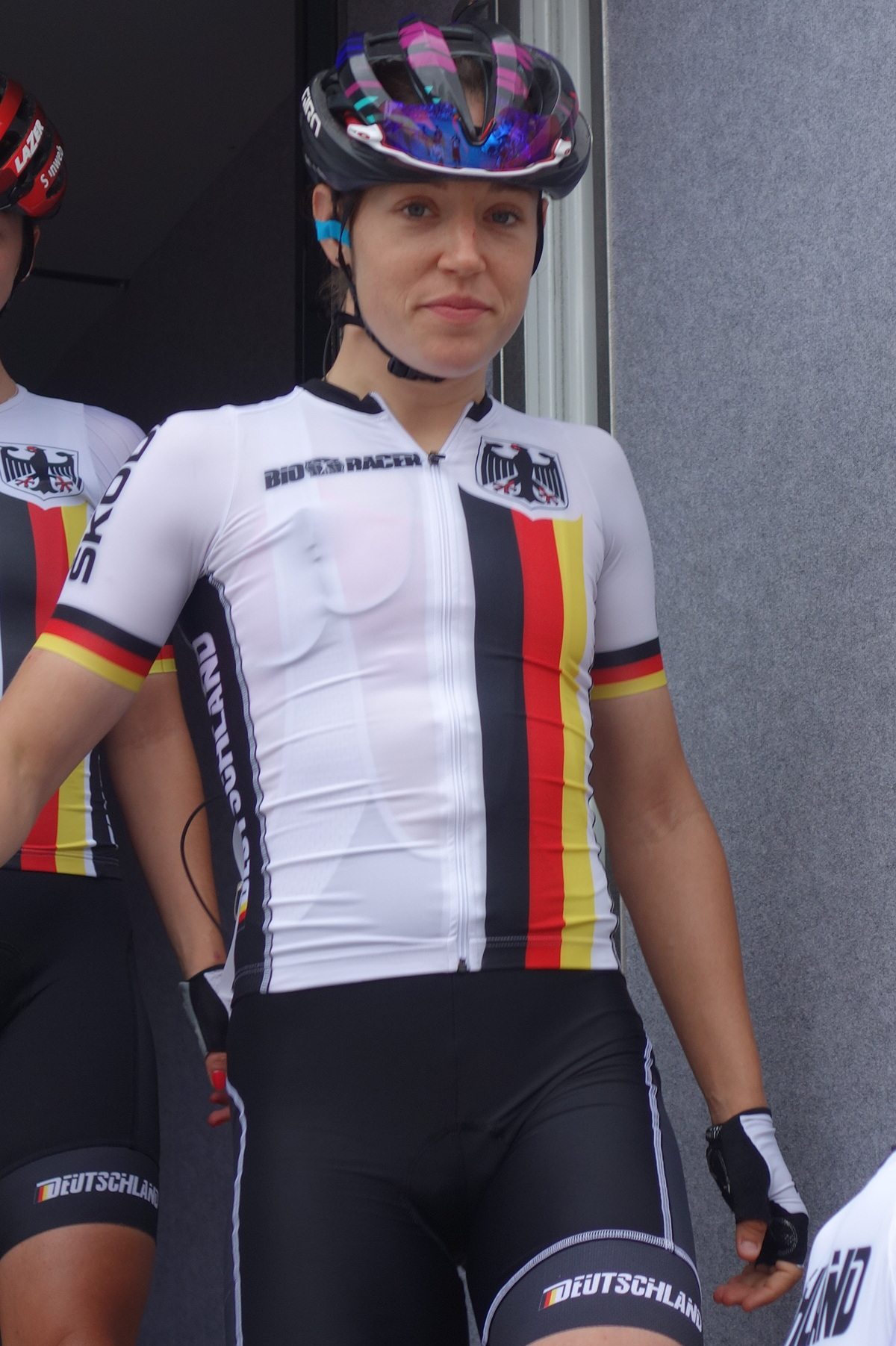
Tanja Erath en 2019
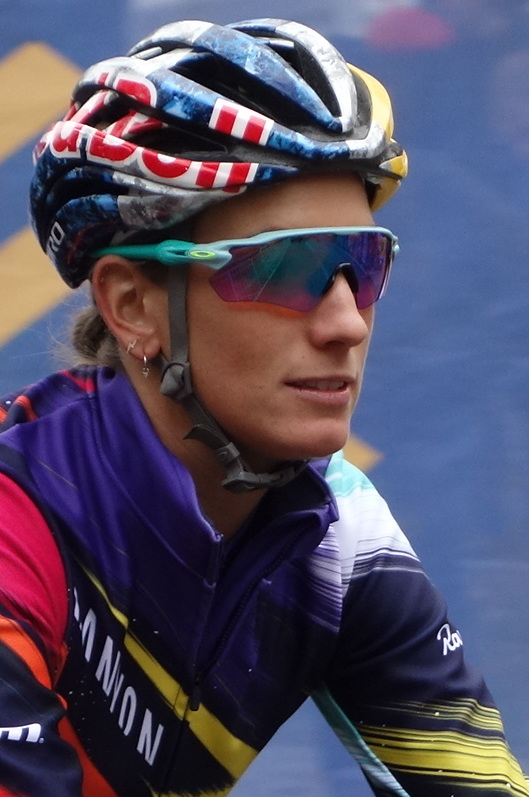
Pauline Ferrand-Prévot
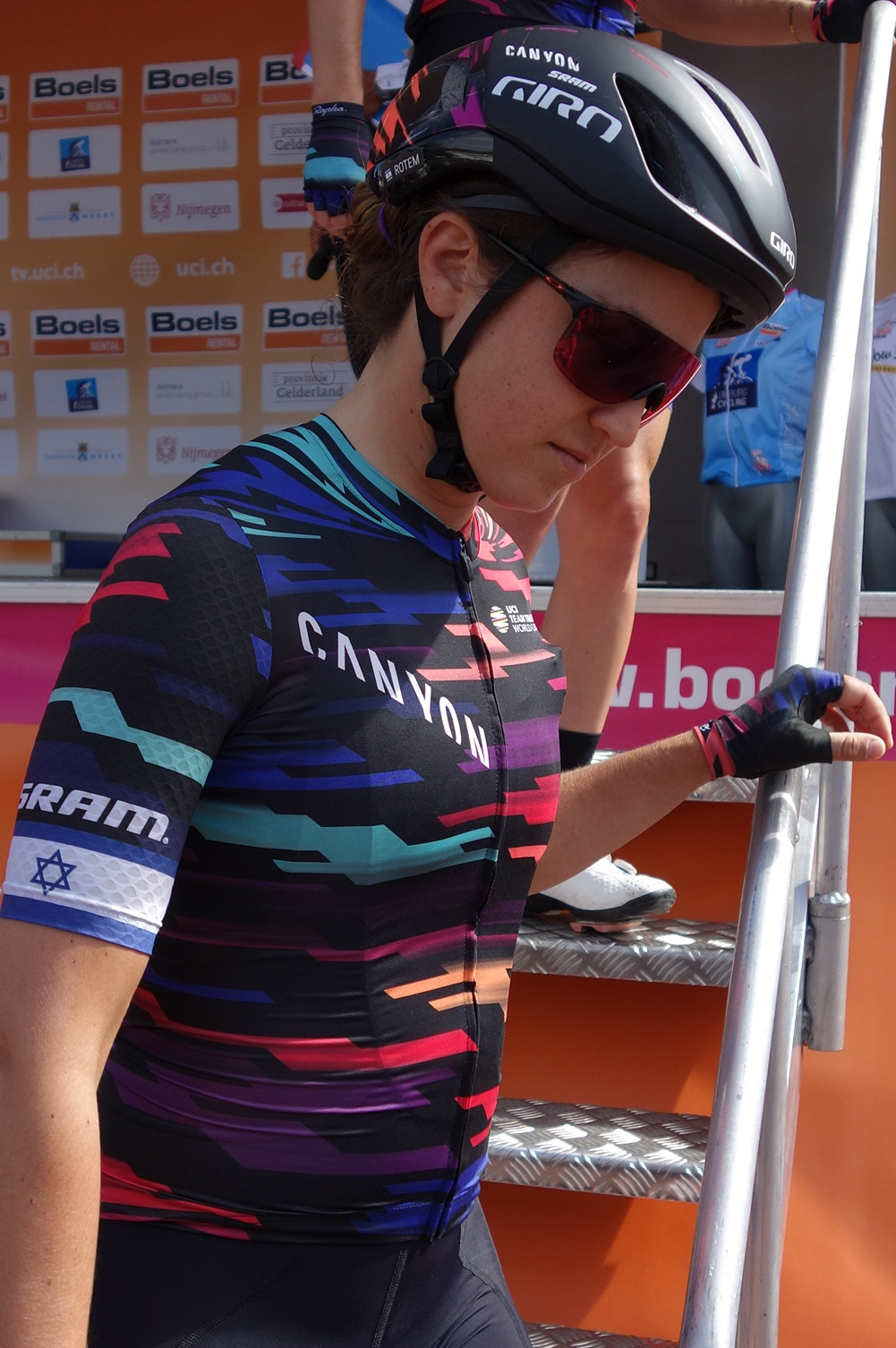
Rotem Gafinovitz en 2019
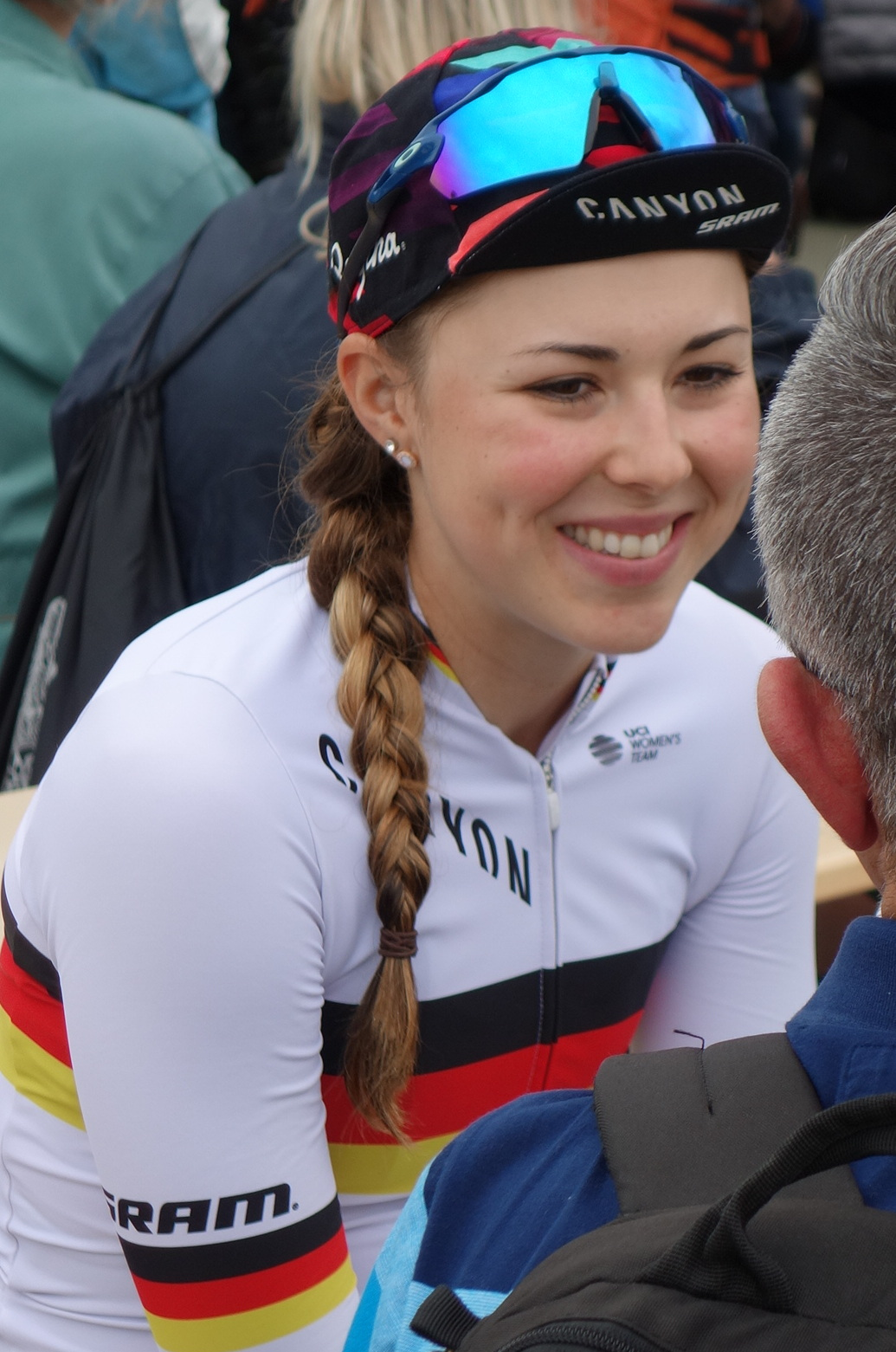
Lisa Klein en 2019
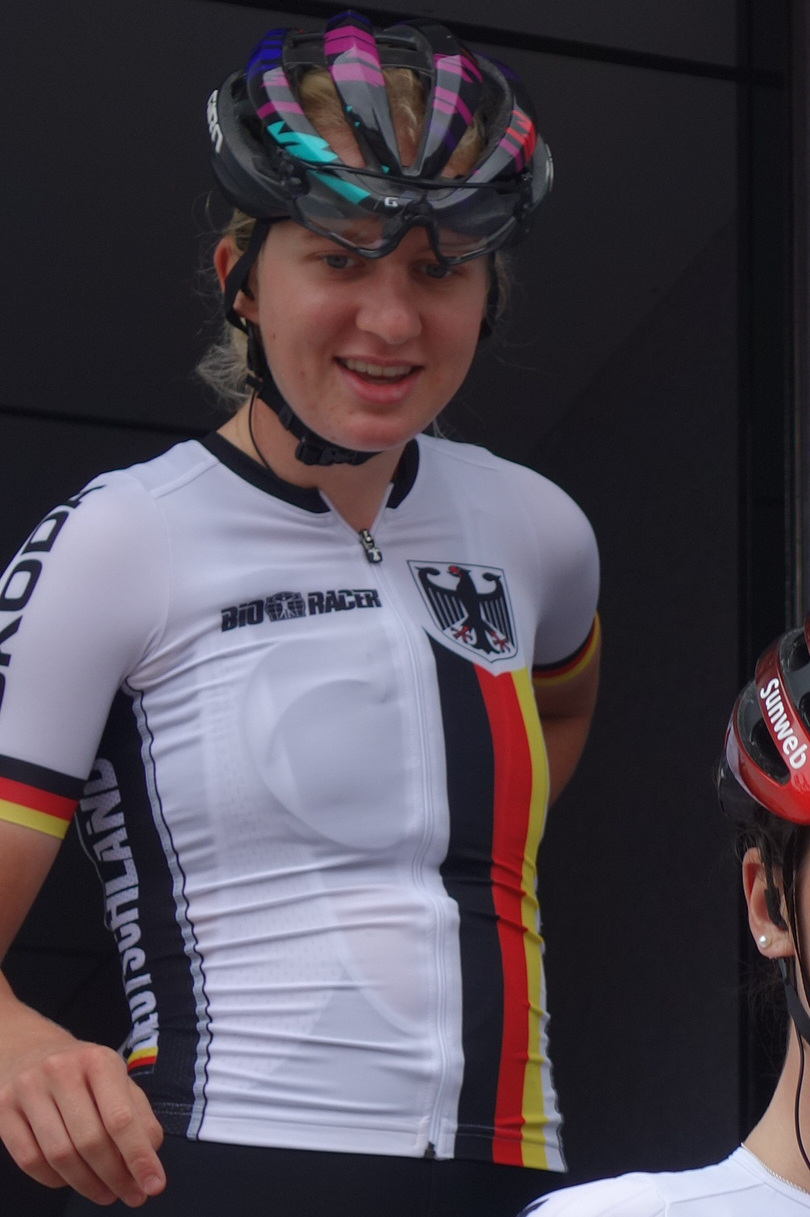
Hannah Ludwig en 2019
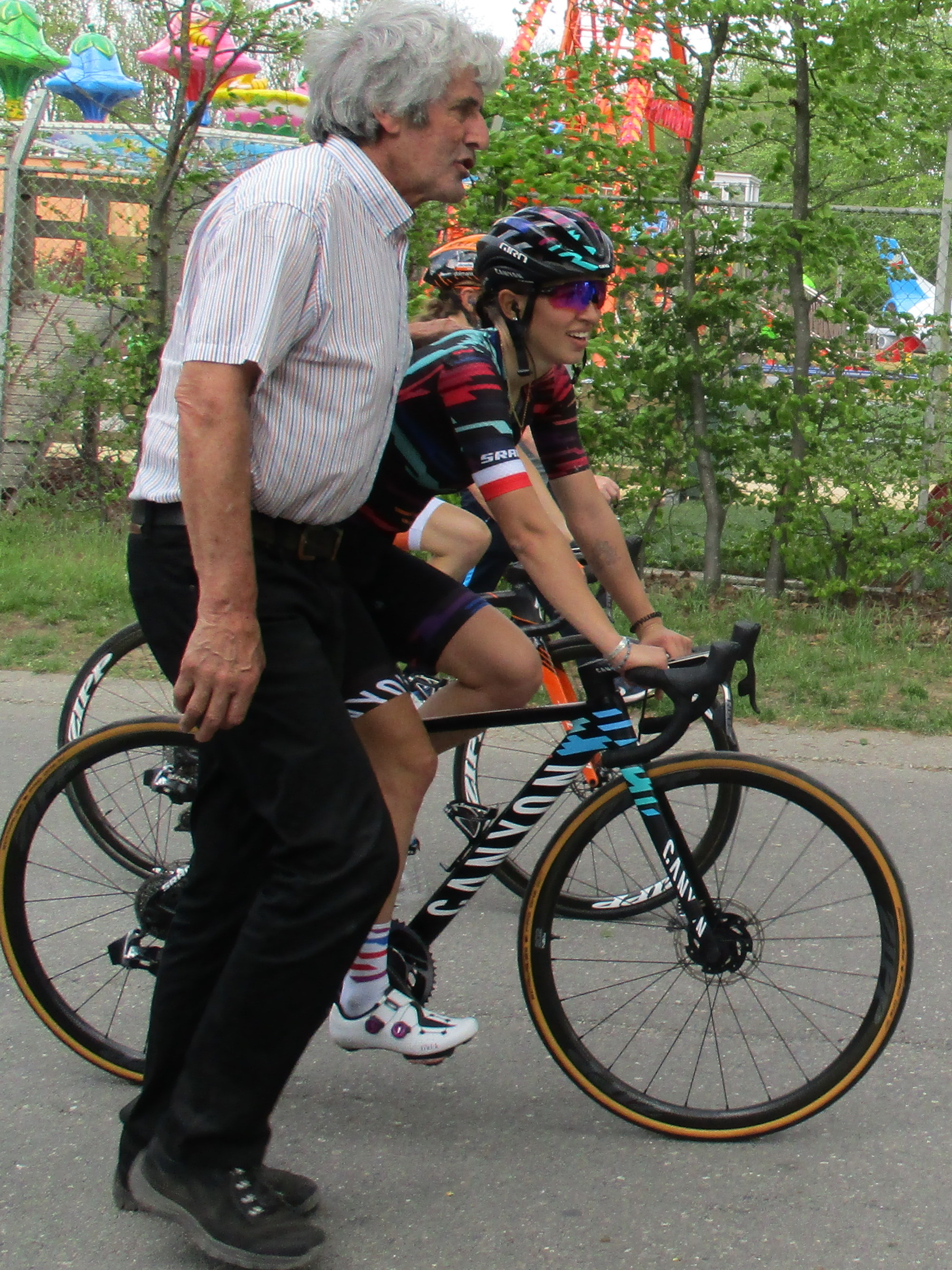
Katarzyna Niewiadoma (ici avec Henk Vos) en 2019
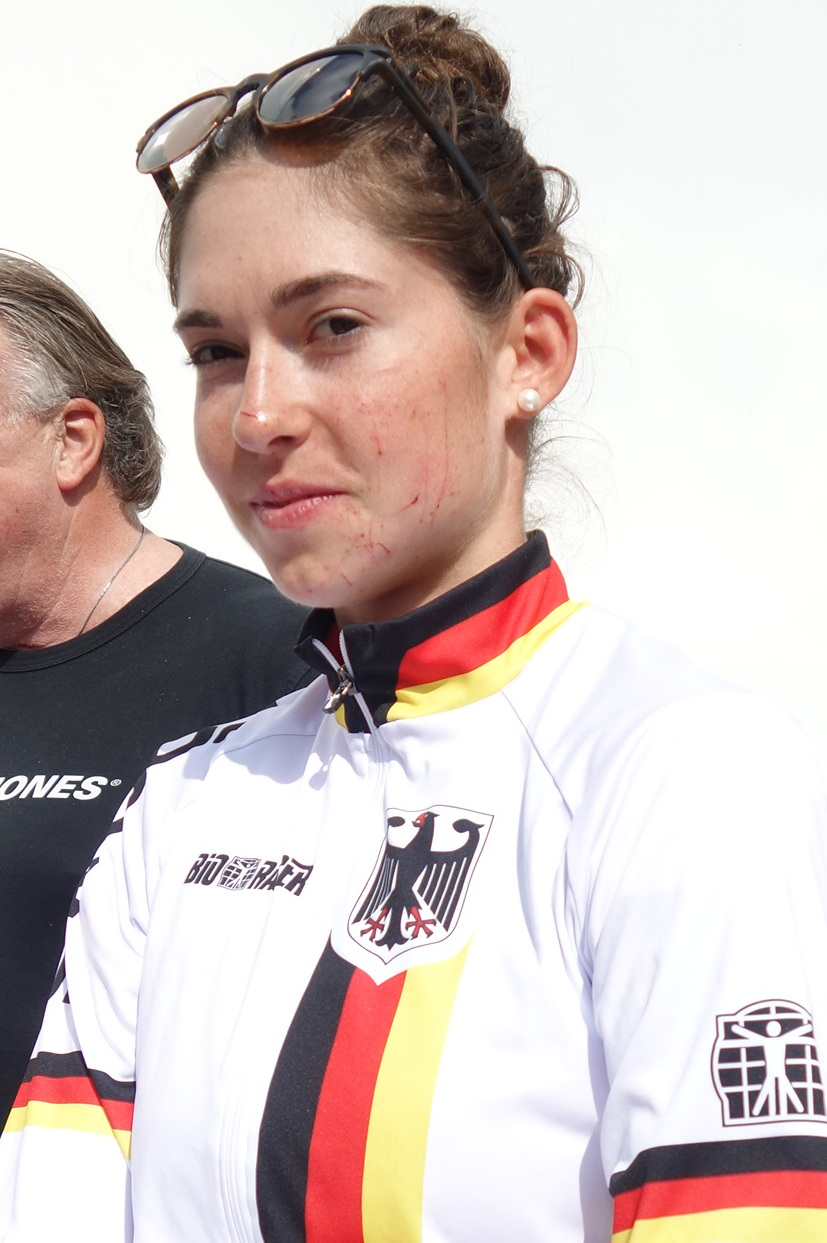
Christa Riffel en 2019
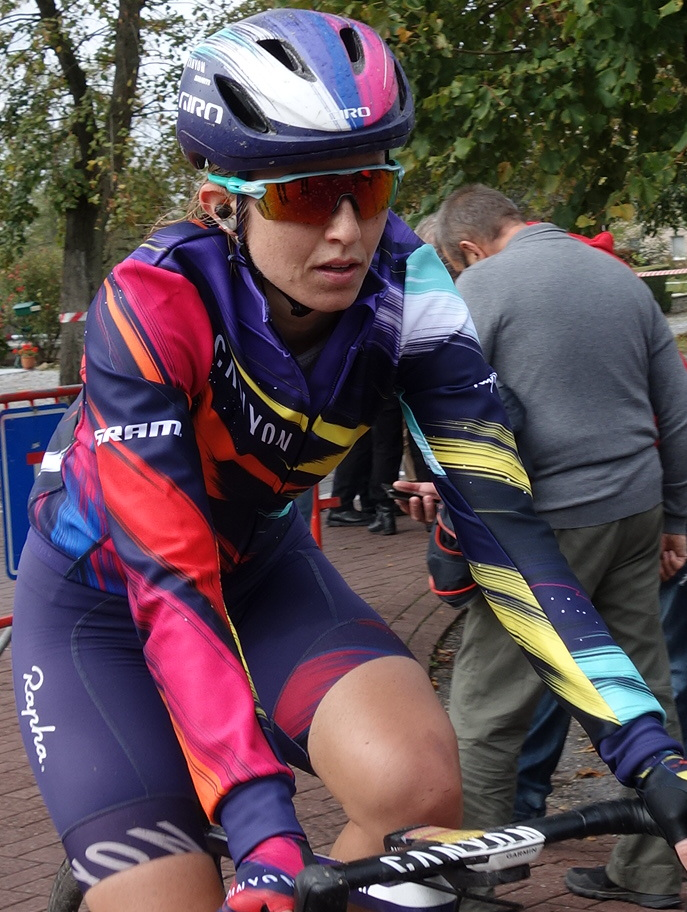
Alexis Ryan
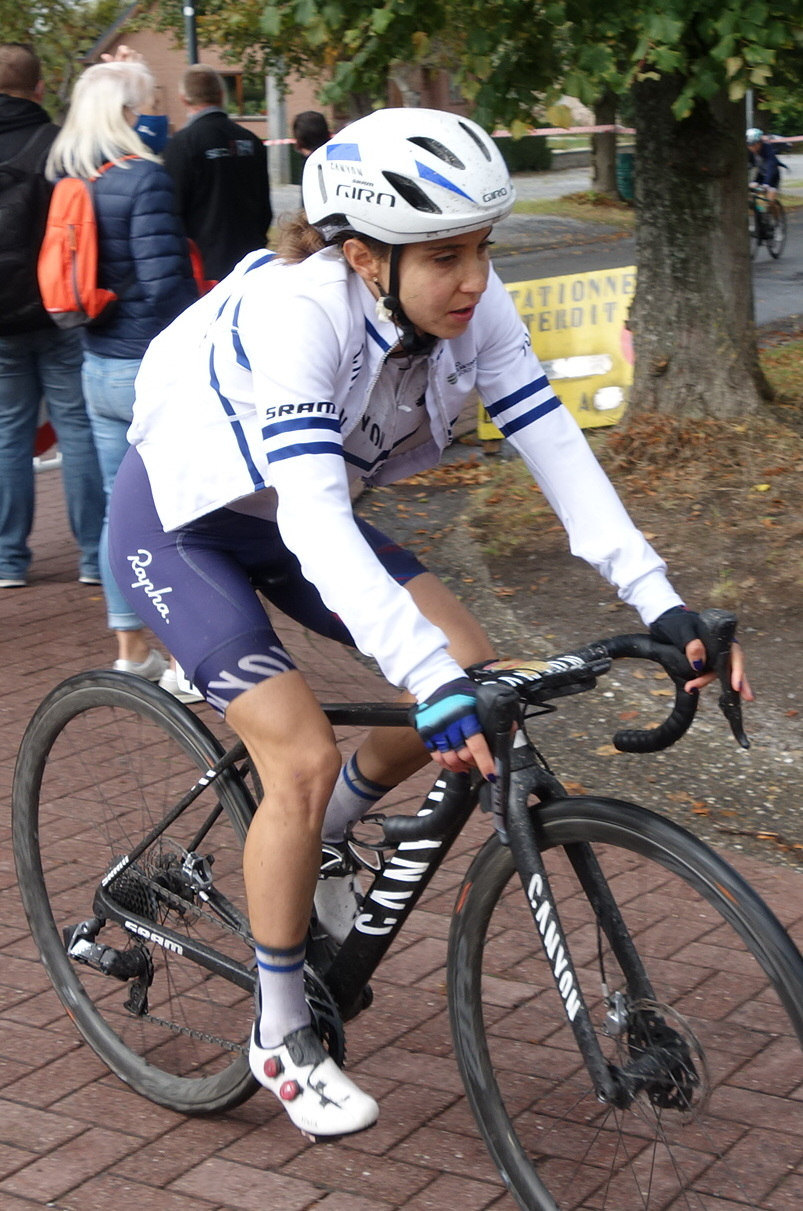
Omer Shapira

### Encadrement
Ronny Lauke est à la directeur général et directeur sportif de l'équipe, poste qu'il occupe depuis 2008. Beth Duryea est directrice sportive adjointe avec Rolf Aldag et Lars Teutenberg.

## Déroulement de la saison

### Janvier-février
À la Cadel Evans Great Ocean Road Race Women, à neuf kilomètres de l'arrivée, la côte de Challambra opère la sélection. Liane Lippert, Tayler Wiles et Brodie Chapman se placent en tête. Un groupe de douze coureuses passent le sommet. Sur la dernière ascension du parcours, la Melville Avenue, Liane Lippert attaque. Elle n'est plus revue et s'impose seule. Ella Harris est neuvième.
Au Women's Herald Sun Tour, la deuxième étape est la montée d'un long col. À quatre kilomètres du but, elles sont sept en tête : Kennedy, Sierra, Justine Barrow, Sarah Gigante, Anastasia Chursina, Jaime Gunning et Ella Harris. Dans les derniers mètres, Kennedy accélère et est dépassé par Ella Harris.

### Août
Aux Strade Bianche, une échappée de onze coureuses se forme peu avant le kilomètre cinquante. Omer Shapira en fait partie. Les grandes équipes étant toutes représentée, leur avance atteint rapidement trente secondes. Elle est finalement dix-neuvième de l'épreuve.
Les championnats d'Europe se disputent en parallèle du Grand Prix de Plouay, sur le même circuit. Alena Amialiusik prend la huitième place du contre-la-montre européen et Lisa Klein la neuvième. Au Grand Prix de Plouay, Elena Cecchini prend la troisième place du sprint du peloton, soit la cinquième place en tout. Sur la course en ligne des championnats d'Europe, au sommet de la côte de Lézot, à trente-huit kilomètres de l'arrivée, une chute se produit. Peu après, Chantal Blaak attaque et est suivie par Elena Cecchini. Elles sont rapidement reprises. Un kilomètre plus loin, Marianne Vos passe à l'offensive avec Annemiek van Vleuten dans la roue. Elle est immédiatement prise en chasse par Elisa Longo Borghini alors que Marianne Vos se relève. Katarzyna Niewiadoma opère rapidement la jonction. Chantal Blaak revient par la suite de l'arrière. Elisa Longo Borghini attaque dans la côte du Lézot. Annemiek van Vleuten et Katarzyna Niewiadoma reviennent sur l'Italienne mais Chantal Blaak est distancée. Annemiek van Vleuten place une accélération violente dans la montée Lann Payot alors que ses adversaires sont affaiblies. Elisa Longo Borghini revient après deux kilomètres de chasse. À quatre kilomètres de l'arrivée, Chantal Blaak et Katarzyna Niewiadoma reviennent ensemble sur le duo de tête. Dans la dernière difficulté de la journée, Elisa Longo Borghini attaque de nouveau. Seule Annemiek van Vleuten peut suivre. Katarzyna Niewiadoma est troisième de la course.
À la course by Le Tour de France, au début de la descente sinueuse, Katarzyna Niewiadoma attaque. Elle est suivie par les autres favorites. Sur le deuxième tour, dès le début de l'ascension, Annemiek van Vleuten imprime un rythme très élevé qui élimine toutes les concurrentes à l'exception de : Elisa Longo Borghini, Elizabeth Deignan, Marianne Vos, Katarzyna Niewiadoma et Demi Vollering. Elles restent en tête jusqu'au bout. Katarzyna Niewiadoma finit quatrième.

### Septembre

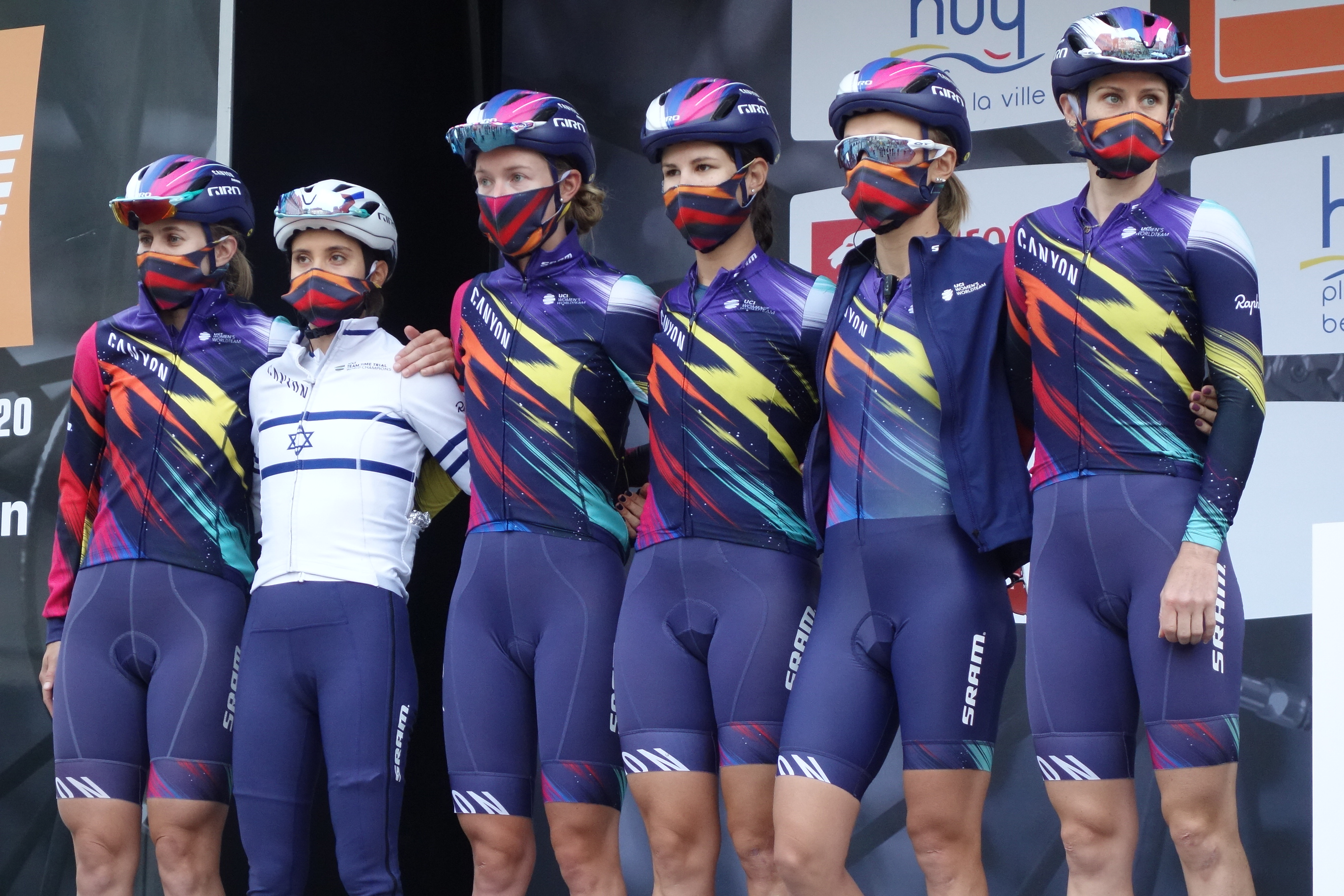
Équipe au départ de la Flèche wallonne

Au Tour de l'Ardèche, Christa Riffel fait partie de l'échappée de la sixième étape et prend la quatrième place. Sur l'ultime étape, Alice Barnes est deuxième du sprint derrière Chloe Hosking.
Au Tour d'Italie, la formation Canyon-SRAM est sixième du contre-la-montre par équipes inaugural à seize secondes de la Trek-Segrafredo. Le lendemain sur l'étape avec des secteurs graviers, Katarzyna Niewiadoma se classe troisième à une minute seize d'Annemiek van Vleuten qui est arrivée seule. Elle est cinquième de la quatrième étape, quinze secondes derrière Annemiek van Vleuten. Sur la sixième étape, Hannah Barnes prend la deuxième place du sprint derrière Marianne Vos. Le lendemain, dans la montée vers le Santuario San Michele Arcangelo, Elisa Longo Borghini attaque et est suivie notamment par Katarzyna Niewiadoma. Le peloton se reforme ensuite. Dans le sprint, Annemiek van Vleuten chute et se brise le poignet. Katarzyna Niewiadoma est alors deuxième du classement général. Lors de la huitième étape, Elisa Longo Borghini attaque dans la dernière ascension du jour. Katarzyna Niewiadoma est une de ses poursuivantes, toutefois Anna van der Breggen et Longo Borghini accélèrent tour à tour ensuite et distancent la Polonaise. Elle se classe sixième à une minute dix-neuf des deux coureuses et prend la deuxième place du classement général. La dernière étape n'apporte pas de changement au classement général.
Lors de la course en ligne des championnats du monde, à quatre-vingt-trois kilomètres de l'arrivée, un groupe d'échappée se forme avec notamment les sœurs Barnes en son sein. Elles sont néanmoins lâchées dans les pentes du circuit. À deux tours de l'arrivée, dans la Cima Gallisterna, Katarzyna Niewiadoma ne peut suivre l'attaque suivante de van der Breggen. Elle se classe néanmoins septième de la course.
À la Flèche wallonne, Hannah Barnes est dans le groupe qui sort peu avant le premier passage du mur de Huy. À son sommet, une partie du peloton revient sur le groupe. Dans l'ascension finale, Katarzyna Niewiadoma se classe dixième.

### Octobre
Sur Liège-Bastogne-Liège, un groupe de huit favorites avec Hannah Barnes sort peu avant la côte de la Vecquée. Elles ne sont jamais reprise et la Britannique prend la sixième place.
Lors de Gand-Wevelgem, Liane Lippert chute dans la descente du mont Kemmel, cela crée une coupure dans le peloton. Aucune coureuse de l'équipe n'est présente dans le groupe de onze à l'avant et la formation se met à chasser. Elle réduit l'écart à quinze secondes à sept kilomètres de l'arrivée, mais ne rentre jamais. Hannah Barnes est seizième. Au Tour des Flandres, après le Taienberg, Riejanne Markus et Alena Amialiusik profite de l'accalmie pour partir. Elles arrivent au pied du Kruisberg, soit à trente kilomètres du but, avec cinquante-deux secondes d'avance. Au sommet, Chantal Blaak attaque, l'accélération reprend les deux échappées. Alena Amialiusik est sixième de la course. Alice Barnes est sixième du sprint aux Trois Jours de La Panne.

## Victoires

### Sur route
| Victoires | Victoires                                | Victoires | Victoires | Victoires    | Victoires |
| Date      | Course                                   | Pays      | Classe    | Vainqueur    |           |
| --------- | ---------------------------------------- | --------- | --------- | ------------ | --------- |
| 6 fév.    | 2e étape, Womens Herald Sun Tour         | Australie | 2.1       | Ella Harris  |           |
| 6 nov.    | Championnat d'Israël du contre-la-montre | Israël    | CN        | Omer Shapira |           |
| 21 nov.   | Championnat d'Israël sur route           | Israël    | CN        | Omer Shapira |           |

### Résultats sur les courses majeures

#### World Tour
| Date             | #  | Course                            | Pays      | Meilleure classée    | Classement |
| ---------------- | -- | --------------------------------- | --------- | -------------------- | ---------- |
| 1er février      | 1  | Cadel Evans Great Ocean Road Race | Australie | Ella Harris          | 9e         |
| 1er août         | 2  | Strade Bianche                    | Italie    | Omer Shapira         | 19e        |
| 26 août          | 3  | Grand Prix de Plouay              | France    | Elena Cecchini       | 5e         |
| 29 août          | 4  | La course by Le Tour de France    | France    | Katarzyna Niewiadoma | 4e         |
| 11 -19 septembre | 5  | Tour d'Italie                     | Italie    | Katarzyna Niewiadoma | 2e         |
| 30 septembre     | 6  | Flèche wallonne                   | Belgique  | Katarzyna Niewiadoma | 10e        |
| 4 octobre        | 7  | Liège-Bastogne-Liège              | Belgique  | Hannah Barnes        | 6e         |
| 11 octobre       | 8  | Gand-Wevelgem                     | Belgique  | Hannah Barnes        | 16e        |
| 18 octobre       | 9  | Tour des Flandres                 | Belgique  | Alena Amialiusik     | 6e         |
| 20 octobre       | 10 | Trois Jours de la Panne           | Belgique  | Alice Barnes         | 6e         |
| 6-8 novembre     | 11 | La Madrid Challenge by La Vuelta  | Espagne   | Alice Barnes         | 9e         |

Katarzyna Niewiadoma est treizième du classement individuel. Canyon-SRAM est sixième du classement par équipes.

#### Grand tour
| Grand tour            | Tour d'Italie             |
| --------------------- | ------------------------- |
| Coureuse (classement) | Katarzyna Niewiadoma (2e) |
| Accessits             | -                         |

## Classement mondial
| Classement UCI | Classement UCI       | Classement UCI   | Classement UCI |
| Coureuse       | Coureuse             | Pays             | Points         |
| -------------- | -------------------- | ---------------- | -------------- |
| 11e            | Katarzyna Niewiadoma | Pologne          | 1097 pts       |
| 43e            | Elena Cecchini       | Italie           | 335 pts        |
| 45e            | Ella Harris          | Nouvelle-Zélande | 321 pts        |
| 48e            | Hannah Barnes        | Royaume-Uni      | 299 pts        |
| 53e            | Alice Barnes         | Royaume-Uni      | 276 pts        |
| 63e            | Alena Amialiusik     | Biélorussie      | 222 pts        |
| 129e           | Hannah Ludwig        | Allemagne        | 110 pts        |
| 130e           | Omer Shapira         | Israël           | 110 pts        |
| 156e           | Tanja Erath          | Allemagne        | 96 pts         |
| 237e           | Tiffany Cromwell     | Australie        | 57 pts         |
| 271e           | Jess Pratt           | Australie        | 47 pts         |
| 325e           | Alexis Magner        | États-Unis       | 36 pts         |
| 344e           | Lisa Klein           | Allemagne        | 31 pts         |
| 472e           | Rotem Gafinovitz     | Israël           | 16 pts         |
| 513e           | Christa Riffel       | Allemagne        | 14 pts         |

Canyon-SRAM est neuvième du classement par équipes.